# Kermanshah (provins)
Kermanshah (persiska: كرمانشاه), eller Kirmaşan (kurdiska: کرماشان), är en provins i västra Iran. Den gränsar till Irak i väster och hade 1 952 434 invånare 2016, på en yta av 25 009 km². Administrativ huvudort är staden Kermanshah. Andra större städer är Eslamabad-e Gharb och Harsin.

## Administrativ indelning
Provinsen Kermanshah var vid folkräkningen 2016 indelad i 14 delprovinser (shahrestan), i sin tur indelade på ytterligare administrativa nivåer.
- Dalahu
- Eslamabad-e Gharb
- Gilan-e Gharb
- Harsin
- Javanrud
- Kangavar
- Kermanshah
- Paveh
- Qasr-e Shirin
- Ravansar
- Sahneh
- Salas-e Babajani
- Sarpol-e Zahab
- Sonqor